# 山達基名人中心
山達基教會名人中心是世界各地向公众开放的山达基教堂，但主要為“艺术家、政治家、行业领袖和体育界人士”服務。 
国际名人中心由伊冯娜·吉勒姆和赫伯·延奇于1969年在加利福尼亚州洛杉矶的爱丽舍宫创立，该城堡建于1920年代，仿照17世纪的法国诺曼底城堡建造。
此後，其他名人中心組織也在美国和欧洲各地成立。截至2024年，共有八家名人中心开业：美国的洛杉矶、拉斯维加斯、纳什维尔和纽约，以及在欧洲的维也纳、杜塞尔多夫、佛罗伦萨和巴黎。 
山达基教的批评者指出，創始人L·罗恩·賀伯特于1955年启动了“名人计划”來招募名人加入教会，而这些中心的建立正是这一最初目的的延伸 。
尽管山达基教会否认其有招募高层名人的政策，但《纽约时报》报道称，“教会内部文件显示，其主要目的是招募名人，并利用他們的的聲望來帮助山达基擴張”， 《洛杉矶时报》写道：“山达基教会利用名人代言人来支持賀伯特的教义，并使山达基教会在美国主流社会中更具可接受性”。切斯特乐队成员迈克·阿格说，“我们为教会赚了很多钱”，他指的是洛杉矶最初的名人中心，该中心在1970 年代吸引了“一大批知名人士”。

## 暴力事件
2008年11月23日，马里奥·马乔斯基手持兩把日本刀来到洛杉矶名人中心並威胁要伤人。馬喬斯基被名人中心保安人员枪击，随后在洛杉矶县南加州大学医疗中心被宣布死亡。警方认为保安的行为正当。梅杰斯基在1990年代初是一名山达基教徒；然而，据教会发言人汤米·戴维斯称，他在事件发生前15年就离开了该教会。当他还是山达基信徒时，马乔斯基曾对批判山达基教的精神病学家路易斯·韦斯特 (Louis West)提起诉讼，但后来被驳回。